# Campeonato Panamericano de Balonmano Masculino Juvenil de 2010
El VIII Campeonato Panamericano de Balonmano Masculino Juvenil de 2010 se disputó entre el 13 y el 17 de abril de 2010  en Camboriú, Brasil. y es organizado por la Federación Panamericana de Balonmano Este campeonato entregó una plaza para los Juegos Olímpicos de la Juventud 2010

## Grupo Único
| Equipo    | PTS | J | G | E | P | GF  | GC  | DG   |
| --------- | --- | - | - | - | - | --- | --- | ---- |
| Brasil    | 10  | 5 | 5 | 0 | 0 | 185 | 94  | +91  |
| Argentina | 8   | 5 | 4 | 0 | 1 | 183 | 104 | +79  |
| Chile     | 6   | 5 | 3 | 0 | 2 | 143 | 123 | +20  |
| Uruguay   | 4   | 5 | 2 | 0 | 3 | 116 | 156 | -40  |
| Venezuela | 2   | 5 | 1 | 0 | 4 | 131 | 154 | -23  |
| Paraguay  | 0   | 5 | 0 | 0 | 5 | 71  | 198 | -127 |

### Resultados
| Fecha      | Hora  | Partido³  | Partido³ | Partido³  | Resultado |
| ---------- | ----- | --------- | -------- | --------- | --------- |
| 13.04.2010 | 11:45 | Argentina | -        | Chile     | 31-30     |
| 13.04.2010 | 15:15 | Venezuela | -        | Paraguay  | 37-24     |
| 13.04.2010 | 20:45 | Brasil    | -        | Uruguay   | 38-21     |
| 14.04.2010 | 11:45 | Argentina | -        | Paraguay  | 45-08     |
| 14.04.2010 | 15:15 | Venezuela | -        | Uruguay   | 26-27     |
| 14.04.2010 | 20:45 | Brasil    | -        | Chile     | 31-15     |
| 15.04.2010 | 11:45 | Chile     | -        | Paraguay  | 29-12     |
| 15.04.2010 | 15:15 | Argentina | -        | Uruguay   | 41-18     |
| 15.04.2010 | 20:45 | Brasil    | -        | Venezuela | 28-22     |
| 16.04.2010 | 11:45 | Chile     | -        | Uruguay   | 33-22     |
| 16.04.2010 | 15:15 | Argentina | -        | Venezuela | 39-19     |
| 16.04.2010 | 20:45 | Brasil    | -        | Paraguay  | 59-09     |
| 17.04.2010 | 11:45 | Paraguay  | -        | Uruguay   | 18-28     |
| 17.04.2010 | 15:15 | Venezuela | -        | Chile     | 27-36     |
| 17.04.2010 | 20:45 | Brasil    | -        | Argentina | 29-27     |

| Brasil           |
| Campeón          |
| Brasil 3° título |

### Clasificación general
| Brasil       |
| Argentina    |
| Chile        |
| 4. Uruguay   |
| 5. Venezuela |
| 6. Paraguay  |

## Clasificados a los Juegos Olímpicos de la Juventud 2010
| Bandera de Brasil |
| Brasil            |
| ----------------- |